# Loxigilla barbadensis
Loxigilla barbadensis е вид птица от семейство Тангарови (Thraupidae).

## Разпространение
Видът е разпространен в Барбадос.